# Bolko I Surowy

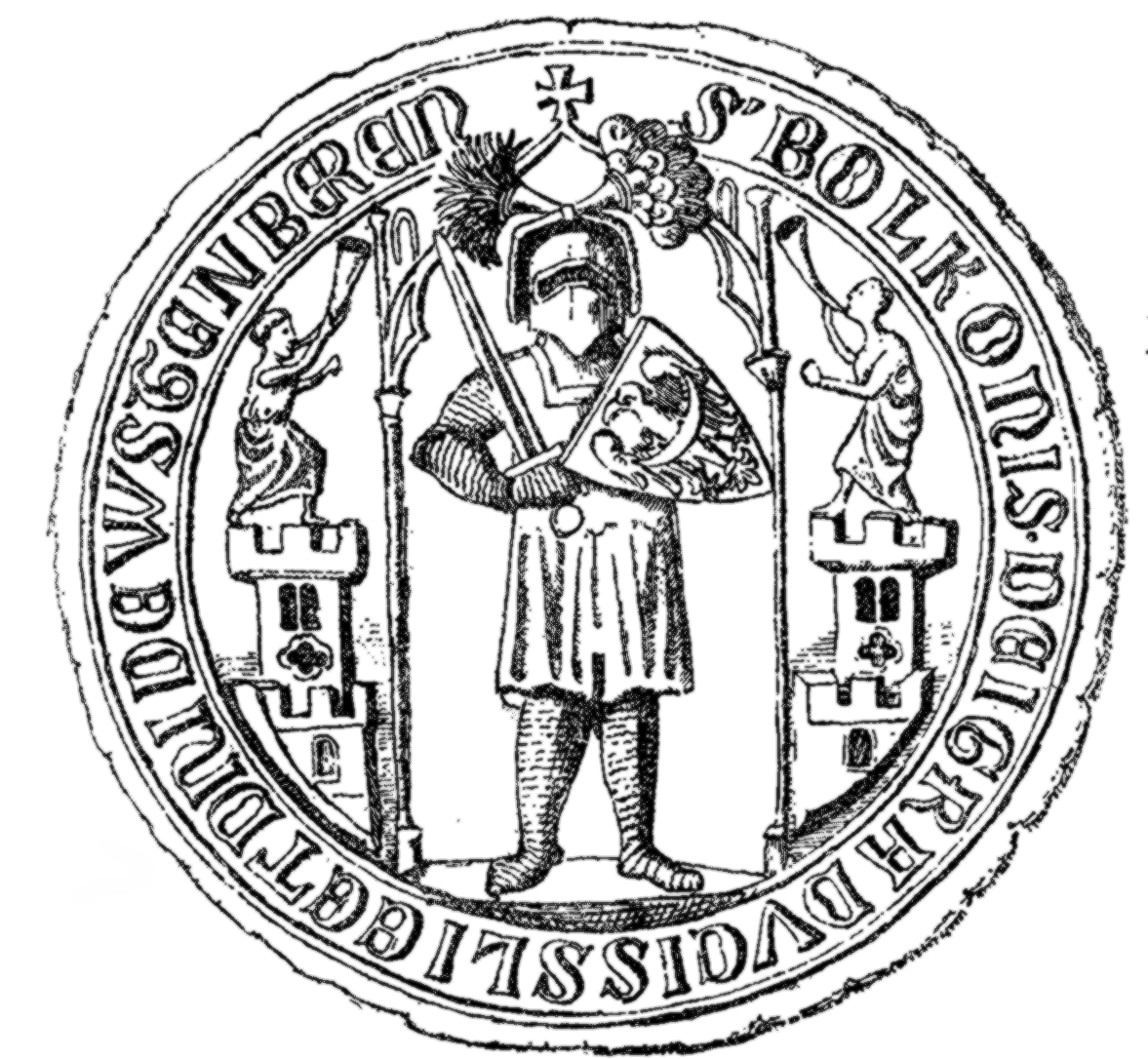
Pieczęć piesza Bolka I Surowego z 1298

Bolko (Bolesław) I Surowy (Srogi) lub jaworski (ur. pomiędzy 1252 a 1256, zm. 9 listopada 1301) – od 1278 roku książę jaworski, w latach 1278–1281 i od 1286 roku lwówecki, od 1291 roku świdnicki, opiekun księstwa wrocławskiego i legnickiego od 1296 roku.

## Życiorys

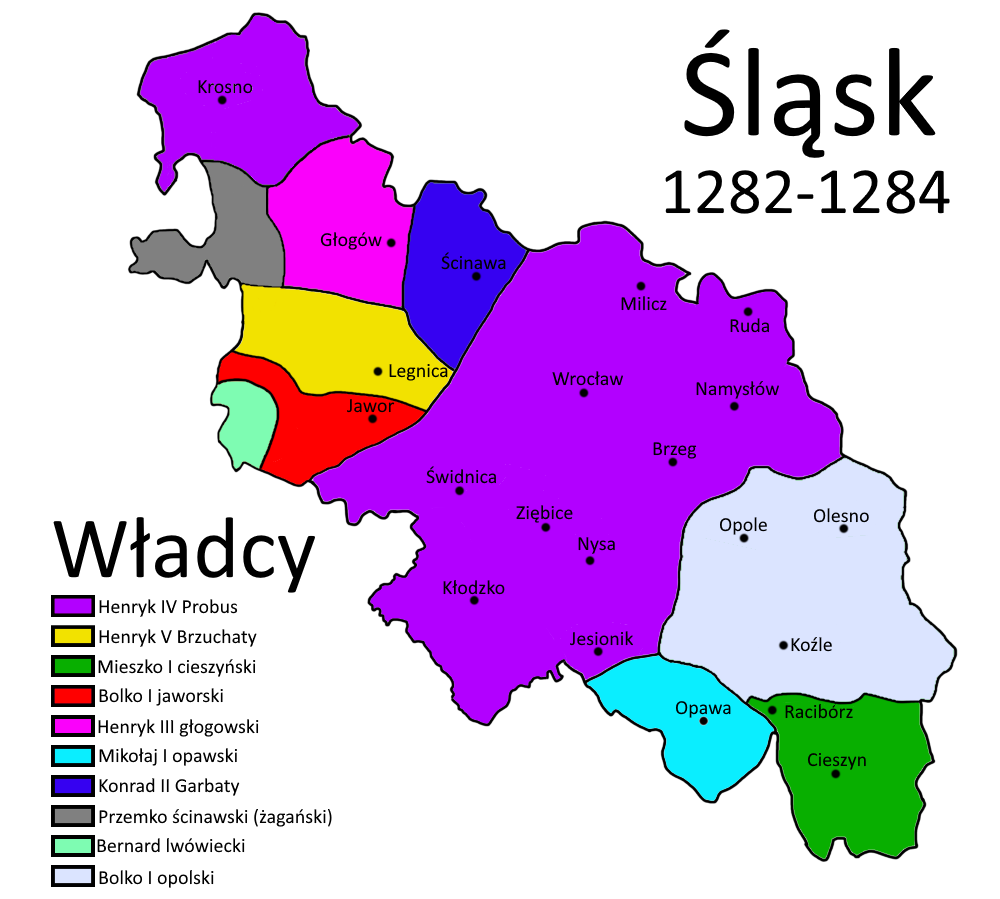
Księstwo jaworskie pod rządami Bolka I w latach 1281–1285 (czerwony kolor)

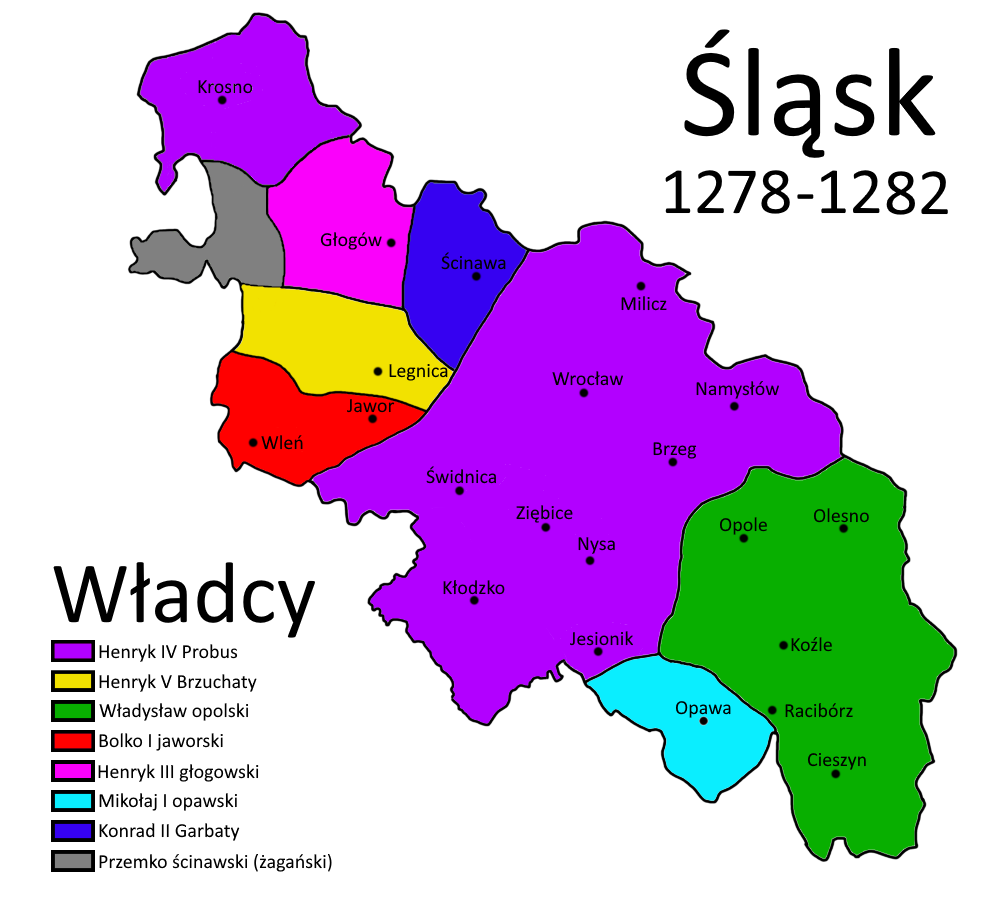
Księstwo jaworskie pod rządami Bolka I w latach 1278–1281 i 1285-1291 (czerwony kolor)

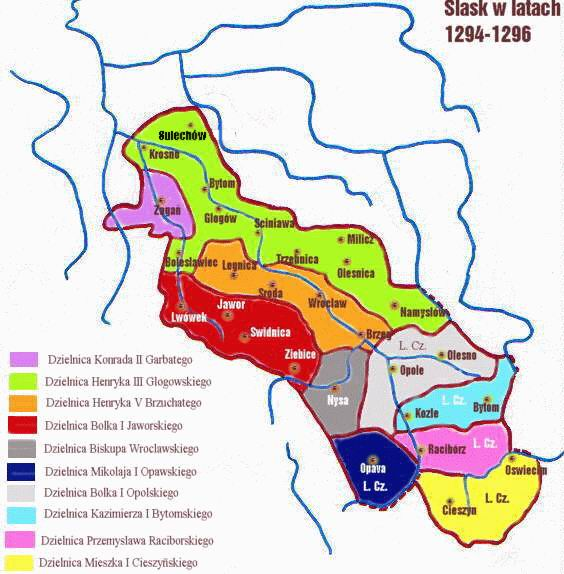
Księstwo jaworsko-świdnickie pod rządami Bolka I w latach 1291–1296 (czerwony kolor)

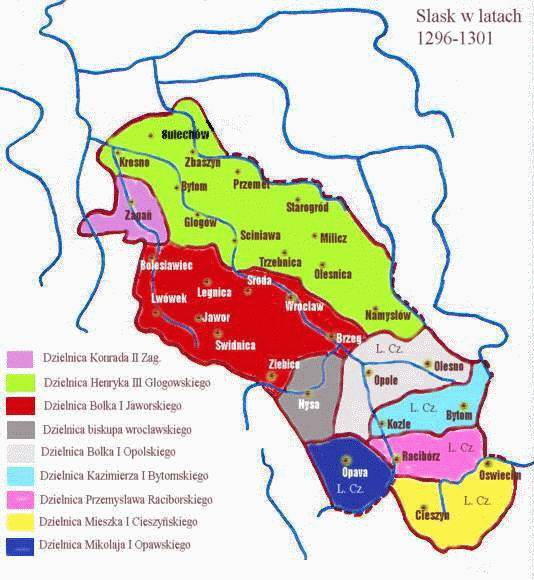
Państwo Bolka I Surowego w latach 1296–1301. Uwaga! Nad Legnicą i Wrocławiem tylko z tytułu opieki nad małoletnimi bratankami (czerwony kolor).

Bolko I był drugim pod względem starszeństwa synem księcia legnickiego Bolesława II Rogatki i Jadwigi z Anhaltu. Do śmierci ojca Bolko pojawia się w źródłach bardzo rzadko, gdyż prawdopodobnie był jeszcze zbyt młody, by aktywnie uczestniczyć w awanturniczej polityce Bolesława Rogatki. Możemy tylko przypuszczać, że brał udział w zwycięskiej bitwie pod Stolcem wiosną 1277 roku.
25 grudnia 1278 roku zmarł Bolesław Rogatka. Bolkowi I z dziedzictwa ojcowego dostało się wraz z młodszym bratem Bernardem księstwo jaworskie, podczas gdy Henryk V Brzuchaty zadowolił się Legnicą. Zgodne współrządy księcia jaworskiego z bratem trwały do 1281 roku, kiedy nastąpił nowy podział dzielnicy i wydzielenie Bernardowi Lwówka Śląskiego.
Jednym z pierwszych zadań, przed jakim stanął Bolko, była ochrona swojego skromnego dziedzictwa przed rosnącą potęgą księcia wrocławskiego Henryka IV Probusa. W tym celu postanowił związać się sojuszem z margrabiami brandenburskimi. Współpraca została podkreślona zaręczynami zawartymi 19 kwietnia 1279 roku w Szpandawie z Beatrycze – córką Ottona V Długiego z dynastii askańskiej. Z powodu małoletności oblubienicy i bliskiego pokrewieństwa formalny ślub został zawarty ponad pięć lat później 4 października 1284 roku w Berlinie (choć dyspensa papieska zezwalająca na ślub wyszła dopiero w 1285 roku). Zbliżenie do Askańczyków zaowocowało wkrótce zaangażowaniem się Bolka w zbrojny konflikt z władcą niemieckim Rudolfem I Habsburgiem i Henrykiem IV Probusem. Wyprawa na Wrocław w 1280 roku i na Pragę w roku następnym zamiast spodziewanych sukcesów przyniosła jedynie odwetowe działania księcia wrocławskiego.
W 1286 roku zmarł bezpotomnie książę lwówecki Bernard Zwinny. Całość księstwa, zapewne zgodnie z umową zawartą ok. 1281 roku zajął Bolko I, dzięki czemu powierzchnia jego państwa wzrosła prawie dwukrotnie.
W drugiej połowie lat 80. Bolko I, chcąc uniknąć zagrożenia ze strony rosnącego w siłę Henryka IV, zaczął się zbliżać do władcy Czech Wacława II. Kilkakrotnie podróżował do Pragi i uczestniczył w wielu uroczystościach, które się odbywały na tamtejszym dworze – np. w 1289 roku brał udział w hołdzie lennym składanym przez Kazimierza bytomskiego Wacławowi II. Sam jednak oparł się dominacji Pragi, choć z bliskich stosunków wyniósł drobne korzyści jak choćby dzierżawę pogranicznych terenów czeskich – z grodem Schombergiem (dziś Chełmsko Śląskie) na czele.
Kolejną zmianę w polityce Bolka I przyniosła niespodziewana bezpotomna śmierć w czerwcu 1290 roku Henryka IV Probusa. Nowym dziedzicem księstwa wrocławskiego wbrew testamentowi został brat Bolka Henryk V Brzuchaty, który jednak musiał stawić czoła części możnych wrocławskich oraz prawowitemu spadkobiercy Probusa Henrykowi III Głogowczykowi. Bolko zdecydował się udzielić bratu pomocy. Cena za nią była dość wysoka, gdyż dopiero po otrzymaniu Świdnicy, Ząbkowic, Ziębic i Strzelina wysłał oddziały posiłkowe do Wrocławia i Legnicy. Pomoc dla Henryka V była jednak niewystarczająca i nie zapobiegła utracie części księstwa na rzecz Głogowczyka. Nie pomógł bratu, gdy ten został uwięziony w Głogowie w żelaznej klatce.
Lata 90. to również okres pogorszenia stosunków z sąsiednimi Czechami. Nie znamy przyczyn tego stanu rzeczy, prawdopodobnie mogło tutaj chodzić o próbę podporządkowania władcy jaworsko-świdnickiego. Bolko w celu zabezpieczenia swojej dzielnicy rozpoczął jej intensywną fortyfikację (m.in. budując zamki we Wleniu, Świdnicy, Strzegomiu i Kamiennej Górze). Wszystko układało się dobrze aż do momentu, kiedy Bolko próbował przejąć w pełni kontrolę nad kasztelanią nysko-otmuchowską należącą z woli Henryka IV Probusa do biskupa wrocławskiego. Urażony w swoich ambicjach biskup zdecydował się użyć największego dostępnego mu oręża i w 1294 roku obłożył księcia klątwą, a cały kraj interdyktem. Nie mając wyboru, Bolko ustąpił i wycofał się z zajętych biskupich zamków, sprawa miała jednak swój niespodziewany ciąg dalszy. Mianowicie polityką Bolka poczuł się zaniepokojony Wacław II i na początku 1295 roku wypowiedział mu wojnę. Władca czeski nie spodziewał się z pewnością znacznego oporu, tym większe było jego zaskoczenie skuteczną obroną księcia jaworskiego. W wojnie z Czechami doskonale sprawdziły się wybudowane przez Bolka fortyfikacje. Do ostatecznego powstrzymania interwencji czeskiej doszło pod Kamienną Górą.
Książę jaworski okazał się również wytrawnym politykiem, gdyż kolejnym jego krokiem było zwrócenie się do papieża Bonifacego VIII z prośbą o opiekę, co ostatecznie skłoniło Wacława II do szukania ugody. Pokój podpisano zapewne na początku 1297 roku, skoro 2 czerwca tegoż roku widzimy Bolka na koronacji Wacława II w Pradze.
Na początku 1296 roku zmarł Henryk V Brzuchaty, pozostawiając trójkę małoletnich synów. Na opiekuna wybrał swojego najbliższego krewnego, księcia jaworskiego Bolka, przekazując jednocześnie rządy we Wrocławiu.  Również w tej sytuacji Bolko starał się wydobyć jak najwięcej korzyści, wymuszając od konającego brata gród w Sobótce. Przejęcie władzy w księstwach brata nie odbyło się jednak bezproblemowo, gdyż Bolko musiał najpierw pokonać opór potężnych możnych wrocławskich, którzy obawiali się, że znany z twardych rządów władca podobne porządki będzie chciał wprowadzić i w tym mieście. Wkrótce doszło też do wojny z Henrykiem III Głogowczykiem pragnącym wykorzystać trudności księcia jaworskiego. Także w tym wypadku sukces Bolka był pełny, gdyż nie tylko udało mu się odeprzeć najazd władcy Głogowa, ale dodatkowo zajął grody w Chojnowie (przyłączonym do dzielnicy bratanków) i Bolesławcu.
Do uregulowania napiętej sytuacji na Śląsku doszło w marcu 1297 roku na zjeździe dzielnicowym w Zwanowicach, gdzie doszło do ostatecznej ugody z księciem głogowskim. Ostatnie lata życia Bolko I poświęcił na umacnianie swojej pozycji najpotężniejszego księcia śląskiego, czego wyrazem było ponowne uznanie się za lennika papieskiego 21 marca 1299 roku.
Bolko I Surowy zmarł nagle 9 listopada 1301 roku i został pochowany w klasztorze cystersów w Krzeszowie. Pozostawił po sobie trzech synów: Bernarda, Henryka i Bolka II (miał także czwartego syna również Bolka zmarłego w dzieciństwie) oraz pięć córek (były to: Judyta – żona Stefana I Wittelsbacha, Beatrycze – żona cesarza rzymskiego i księcia Bawarii Ludwika IV, Anna – opatka klasztoru klarysek w Strzelnie oraz Elżbieta Piastówna, matka Bogusława V Pomorskiego. Małgorzata zmarła w dzieciństwie.) Opiekę nad potomstwem przejął wraz z matką szwagier Bolka margrabia brandenburski Herman (nad księstwem wrocławskim i legnickim rządy opiekuńcze roztoczył król czeski Wacław II). Wdowa po Bolku Beatrycze po odchowaniu dzieci poślubiła wkrótce księcia kozielskiego Władysława.
Bolko w opinii potomnych zachował się jako władca wybitny, wyróżniający się wśród rozrodzonych krewnych. Był z pewnością niezwykle ambitny, o czym świadczy m.in. bezkompromisowe postępowanie względem brata, z którym nawet w obliczu jego śmierci targował się o kolejne grody. Kiedy jednak przyszło opiekować się bratankami, dbał o to, by zachować dla nich całość dziedzictwa. Był Bolko także nietuzinkowym strategiem i dobrym gospodarzem, dzięki czemu najbiedniejsza dotąd część Dolnego Śląska mogła niebawem (za rządów wnuka Bolesława – Bolka II świdnickiego) pokusić o ostatnią próbę skonsolidowania Śląska w opozycji do Czech.

### Fundator zamków obronnych księstwa
W połowie XIII wieku książę Bolko I nakazał zbudować sieć murowanych umocnień, przemyślanych jako łańcuch umocnień obronnych księstwa. Sieć twierdz składała się z zamków:
- w Bardzie
- w Bolesławcu[4]
- w Chocianowie (północna rubież domeny Bolka)
- Castrum Novum w Chałupkach[5]
- Cisy
- Grodno
- w Kątach[4]
- Quingenburg
- w Niemczy[4][6]
- Nowy Dwór
- Radosno
- Rogowiec

Oprócz wymienionych do sieci należały zamki leżące wewnątrz państwa oraz starsze użytkowane już przez przodków Bolka.
Warownie położone na granicy południowej pomyślane były jako zapewniające porządek na pograniczu. Obok funkcji obronnych wprowadzały bezpieczeństwo dla nielicznych w górach osadników. Obecność załóg wojskowych wprowadzała mir drogowy na szlakach handlowych wiodących górami z południa, gwarantując stałość, regularność handlu ważnego w prowadzonej przez księcia Bolka gospodarce.

## Wywód przodków
|  |                          |  |  |  |  |  |  |  |  |  |  |  |  |
|  | Henryk I Brodaty         |  |  |  |  |  |  |  |  |  |  |  |  |
|  |                          |  |  |  |  |  |  |  |  |  |  |  |  |
|  |                          |  |  |  |  |  |  |  |  |  |  |  |  |
|  | Henryk II Pobożny        |  |  |  |  |  |  |  |  |  |  |  |  |
|  |                          |  |  |  |  |  |  |  |  |  |  |  |  |
|  |                          |  |  |  |  |  |  |  |  |  |  |  |  |
|  | Św.Jadwiga Śląska        |  |  |  |  |  |  |  |  |  |  |  |  |
|  |                          |  |  |  |  |  |  |  |  |  |  |  |  |
|  |                          |  |  |  |  |  |  |  |  |  |  |  |  |
|  | Bolesław II Rogatka      |  |  |  |  |  |  |  |  |  |  |  |  |
|  |                          |  |  |  |  |  |  |  |  |  |  |  |  |
|  |                          |  |  |  |  |  |  |  |  |  |  |  |  |
|  | Przemysł Ottokar I       |  |  |  |  |  |  |  |  |  |  |  |  |
|  |                          |  |  |  |  |  |  |  |  |  |  |  |  |
|  |                          |  |  |  |  |  |  |  |  |  |  |  |  |
|  | Anna Przemyślidka        |  |  |  |  |  |  |  |  |  |  |  |  |
|  |                          |  |  |  |  |  |  |  |  |  |  |  |  |
|  |                          |  |  |  |  |  |  |  |  |  |  |  |  |
|  | Konstancja węgierska     |  |  |  |  |  |  |  |  |  |  |  |  |
|  |                          |  |  |  |  |  |  |  |  |  |  |  |  |
|  |                          |  |  |  |  |  |  |  |  |  |  |  |  |
|  | Bolko Surowy             |  |  |  |  |  |  |  |  |  |  |  |  |
|  |                          |  |  |  |  |  |  |  |  |  |  |  |  |
|  |                          |  |  |  |  |  |  |  |  |  |  |  |  |
|  | Bernhard z Brandenburga  |  |  |  |  |  |  |  |  |  |  |  |  |
|  |                          |  |  |  |  |  |  |  |  |  |  |  |  |
|  |                          |  |  |  |  |  |  |  |  |  |  |  |  |
|  | Henryk hrabia Anhaltu    |  |  |  |  |  |  |  |  |  |  |  |  |
|  |                          |  |  |  |  |  |  |  |  |  |  |  |  |
|  |                          |  |  |  |  |  |  |  |  |  |  |  |  |
|  | Judyta córka Mieszka III |  |  |  |  |  |  |  |  |  |  |  |  |
|  |                          |  |  |  |  |  |  |  |  |  |  |  |  |
|  |                          |  |  |  |  |  |  |  |  |  |  |  |  |
|  | Jadwiga anhalcka         |  |  |  |  |  |  |  |  |  |  |  |  |
|  |                          |  |  |  |  |  |  |  |  |  |  |  |  |
|  |                          |  |  |  |  |  |  |  |  |  |  |  |  |
|  | Herman landgraf Turyngii |  |  |  |  |  |  |  |  |  |  |  |  |
|  |                          |  |  |  |  |  |  |  |  |  |  |  |  |
|  |                          |  |  |  |  |  |  |  |  |  |  |  |  |
|  | Irmgarda z Turyngii      |  |  |  |  |  |  |  |  |  |  |  |  |
|  |                          |  |  |  |  |  |  |  |  |  |  |  |  |
|  |                          |  |  |  |  |  |  |  |  |  |  |  |  |
|  | Zofia z Wittelsbachu     |  |  |  |  |  |  |  |  |  |  |  |  |
|  |                          |  |  |  |  |  |  |  |  |  |  |  |  |
|  |                          |  |  |  |  |  |  |  |  |  |  |  |  |